# Lijst van islamitische filosofen
Dit is een lijst van islamitische filosofen.
- Al-Kindi كندي
- Al-Razi
- Al-Farabi فارابي
- Ibn Masarrah ابن مسره
- Al-Amiri عامري
- Ibnu Miskawaih ابن مسكوويه
- Ibn al-Haytham
- Abū Rayhān al-Bīrūnī
- Ibn Sina ابن سينا
- Al-Ghazali غزالي
- Ibn Bajjah
- Imran N. Hosein عمران نزار حسين
- Hibat Allah Abu'l-Barakat al-Baghdaadi
- Bin Tufail ابن طفيل
- Bin Rushd ابن رشد
- Javadi Amoli جوادی آملی
- Ibn Sab‘in ابن سبعين
- Nasir al-Din al-Tusi خواجه نصيرالدين توسي
- Ibn al-Nafis
- Ibn Khaldun ابن خلدون
- Ayn-al-Qudat Hamadani عين القضات همداني
- Shahab-al-Din Suhrawardi شهاب الدين سهروردي
- Ibn Arabi ابن عربي
- Mawlana Faizani
- Mir Damad ميرداماد
- Sadr al-Din al-Shirazi (Mulla Sadra) ملاصدرا
- Shah Waliullah شاه ولي الله
- Allama Muhammad Iqbal علامه محمد اقباا
- Mohammad Baqir al-Sadr السيد محمد باقر الصدر
- Allameh Tabatabaei علامه طباطبایی
- Ikhwan al Safa اخوان الصفا

- Abhari ابحرى
- Ibn Sab’in ابن سبعين
- Kateb-e-Qazwini كاتب قزوينى
- Rashid-al-Din Fazlollah رشيدالدين فضل الله
- Qutb-al-din Razi قطب الدين رازى
- Fakhr al-Din Razi فخرالدين رازى
- Iji ايجى
- Taftazani تفتازانى
- Jorjani جرجانى
- Zakariya Qazwini زكرياى قزوينى
- Shams al-Din Mohamamd Amuli شمس الدين محمد آملى
- Ibn Khaldun ابن خلدون
- Roz bahan Balqi Shirazi روزبهان بلقى شيرازى
- Farid al-Din Attar (Attar Nishapuri) عطار نيشابورى
- Umar Suhrawardi عمر سهروردى
- Ibn Arabi ابن عربى
- Najmeddin Kubra نجم الدين كبرى
- Simnani سمنانى
- Ali Hamedani على همدانى
- Jalal ad-Din Rumi مولانا
- Mahmud Shabestari محمود شبسترى
- Shams al-Din Lahijiشمس الدين لاهيجى
- Abd-al-karim Jili عبدالكريم جيلى
- Ne’mat-o-allah vali kermani نعمت الله ولى كرمانى
- Huroofi & Baktashi حروفى و بكتاشى
- Jami جامى
- Hossein Kashefi حسين كاشفى
- abd al-Qani Nablosi عبدالغنى نابلسى
- Nur ali Shah نورعلى شاه
- Nasir al-Din Tusi خواجه نصيرالدين توسي
- Shahab al-Din Suhrawardi شهاب الدين سهروردى و مكتب اشراق
- Jaldaki جلدكى
- Sadr al-Din Dashtaki
- Sekolah Shiraz صدرالدين دشتكى و مكتب شيراز
- Mir Damad
- Sekolah Isfahan ميرداماد و مكتب اصفهان
- Mir Fendereski ميرفندرسكى
- Mulla Sadra ملاصدرا و حكمت متعاليه
- Rajab Ali Tabrizi رجب على تبريزى
- Qazi Sa’id Qumi قاضى سعيد قمى
- Tehran Qom School مكتب تهران و قم
- Khorasan School مكتب خراسان
- Mulla Hadi Sabzevari
- Syed Zafarul Hasan سيد .طفر الحسن
- Allameh Tabatabaei
- Tahir-ul-Qadri
- Seyyed Hossein Nasr
- Riaz Ahmed Gohar Shahi ریاض احمدگوھرشاہی
- Morteza Motahhari
- Ruhollah Khomeini
- Musa al-Sadr